# Apharitis marginalis
Apharitis marginalis är en fjärilsart som beskrevs av Riley 1921. Apharitis marginalis ingår i släktet Apharitis och familjen juvelvingar. Inga underarter finns listade i Catalogue of Life.